# Tonk (jeu)
Pour les articles homonymes, voir Tonk.
Le Tonk est un jeu de cartes traditionnel américain de la famille du Rami.

## Règles

### Préparation
Utilisant un jeu de 52 cartes, le donneur distribue cinq cartes à chaque joueur. Le reste des cartes est déposé face cachée entre les joueurs et forme « la pioche ». La carte supérieure de la pioche est retournée face visible à côté de la pioche et constitue l'écart.

### Valeur des cartes
Chaque figure (valet, dame, roi) vaut dix, les as un et les autres cartes valent autant que leur chiffre (le 3 de pique vaut 3.)

### Fixer le montant du pari
Le Tonk est un jeu de pari. L'enjeu peut être tout ce que souhaitent les joueurs : un jeton, de l'argent, des livres, etc.

### Jeu
Immédiatement après la distribution, tous les joueurs vérifient s'ils ont un Tonk. Un joueur qui a un Tonk, est un joueur possédant entre ses mains des cartes dont la valeur ajoutée vaut :
- 15 ou moins,
- 49 exactement ou
- 50 exactement.

Si quelqu'un a un Tonk, il doit crier « Tonk » et déposer ses cartes pour les montrer aux autres joueurs. Si un autre joueur possède un Tonk le coup est nul. Dans le cas contraire, chacun des joueurs doit payer au joueur possédant le Tonk, deux fois le montant du pari décidé avant la partie.
Si aucun des joueurs n'a de Tonk, le jeu se déroule normalement, en commençant par le joueur à la gauche du donneur. Les joueurs jouent tour à tour dans le sens des aiguilles d'une montre.
Un joueur ne peut avoir de Tonk qu'en début de partie, juste après distribution des cartes. Par la suite au cours du jeu, la valeur des cartes possédées peut être  inférieure à 15 ou supérieure à 48, mais il n'y aura pas « Tonk ».
Une fois le jeu commencé, un joueur dont c'est le tour peut décider de tomber – c’est-à-dire tenter de gagner le jeu en abattant ses cartes - ou jouer puis passer la main au suivant.

#### Tomber
Pour tomber, le joueur dépose ses cartes, annonçant la valeur totale de sa main.
- S'il a la plus basse valeur en points, il gagne, et les autres joueurs doivent lui payer le montant.
- S'il n'a pas la plus basse valeur en points, il doit payer à chaque joueur ayant une main égale ou plus basse, le double du montant.

Chacune des personnes ayant plus de la valeur du tombeur doit payer la ou les personnes ayant une main plus basse, avec le montant normal du pari.

#### Jouer
- Le joueur ramasse une carte, au choix la carte supérieure de la pioche ou la carte visible de l'écart.
- Si ses cartes le permettent il peut ensuite abattre s'il le souhaite une combinaison. Les combinaisons valides sont soit des brelans ou des carrés (3 ou 4 cartes identiques), soit des suites (au moins 3 cartes successives de la même couleur, l'ordre des cartes va de l'as au 10 puis valet, dame et roi). Le joueur dépose la combinaison devant lui, la valeur des cartes exposées n'étant plus comptabilisée dans la main.
- Le joueur a également la possibilité de compléter avec une ou plusieurs cartes une suite ou un brelan déjà visibles, exposés par lui ou par un autre joueur.
- Lorsqu'il a fini de placer des combinaisons ou d'étendre les combinaisons existantes le joueur se défausse finalement d'une carte face visible sur l'écart (il ne peut donc jamais avoir plus de 5 cartes en main).
- Si un joueur parvient à se débarrasser de toutes ses cartes, il gagne la partie et chacun des autres joueurs doit lui payer le montant du pari.

Restriction : un joueur n'est pas autorisé à déposer un brelan lorsqu'une carte du même type est déjà exposée sur la table (au sein d'une suite). Il peut cependant toujours placer ces cartes dans des suites (suites nouvelles ou extensions de suites déjà posées).
Exemple : Toubib a 3 valets en main, mais Corbeau vient de déposer une suite contenant un valet. Toubib ne peut plus déposer ses 3 valets ; il devra les placer dans des suites ou les défausser un par un à chaque tour.